# Angela Tanoesoedibjo
Angela Herliani Tanoesoedibjo né le 23 avril 1987 à Ottawa, est une femme politique indonésienne.

## Biographie
Elle est actuellement vice-ministre du tourisme et de l'économie créative de cabinet Indonésie En avant qui a été nommée par le président Joko Widodo le 25 octobre 2019. Auparavant, elle était une femme d'affaires d'origine chinoise-indonésienne. Elle est également rédacteur en chef HighEnd Magazine et HighEnd Teen Magazine, personnel financier Media Nusantara Citra, directeur de MNI Entertainment, co-directeur général MNC Channels, directeur général GTV, commissaire MNC Pictures et directeur général RCTI. Elle est également un héritier potentiel de MNC Corporation.